# ИАИ Херон
ИАИ Херон (Machatz-1) је беспилотна летелица за рад на средњим висинама и великком издржљивошћу, који је развијену погонима Малате, једног од одсека Израелске Ваздушно-космичке Индустрије. Способан је да лети на средњим висинама и обавља операције у трајању од 52 сата при на висини до 10,5 km. То је и доказао са својих 52 сата непрекидног лета, али је при томе оперативна ефикасност максималне дужине лета мања, носивост и профил лета. Развијена је и новија верзија под ознаком Херон ТП, такође позната и као ИАИ Еитан.
Дана 11. септембра 2005. године, најављено је да ће Израелске одбрамбене снаге купио беспилотне летелице Херон система у вредности од. 50 милиона долара.

## Дизајн и развој
Херон се наводи путем интерног уређаја ГПС навигационог система , било са унапред програмираним профилом лета (у том случају систем је потпуно независна од полетања до слетања), аутоматским пребацивањем контроле из земаљске станице, или комбинацијом оба. У случају губитка комуникације са базом која се налази на земљи, сам се може вратити у своју земаљску базу. Систем је потпуно аутоматизован у погледу полетања и повратка у свим временским условима.
Херон може носити низ сензора, укључујући термографске камере (инфра ред) као и светлосно осматрачки ваздушнодесантре и копнене присмотре, извиђачке системе (КОМИНТ и ЕЛИНТ) као и разне врсте радарских система, укупне тежине 250 kg. Херон је такође оспособљен за проналажење мета и артиљеријска подешавања.
Сензори на летелици комуницирају са контролом земаљске станице у реалном времену, или коришћењем директне линије везе локацијског повезивања, или преко ваздуха/ сателитским релејем.Као и навигациони систем и електронска сензори се могу користити како у потпуно програмираном и независном моду тако и у, ручном моду управљања у реалном времену, или комбинацији оба.

### Супер Херон
На аеромитингу у Сингапуру фебруара 2014. године ИАИ представио је усавршени модел под називом Супер Херон. Супер Херон поседује мотор на мазутно гориво од 200 коњских снага који му помаже да повећа брзину пењања и перформансе. Његов домет је 250 km , линија видљивости од стране сателитске контроле износи 1000 km. У ваздуху може провести до 45 сати при максималној висини од 9.100 m. Брзина крстарења достиже од 110 до 150 km/h а максимална брзина иде и преко 150 km/h.

## Историја употребе
Херон је се показао као изузетно користан током свог учешћа у операцији Ливено олово у периоду 2008—2009. године.Током његове примене, свака борбена бригада добила је по једану ескадрилу ових беспилотних летелица за блиску подршку. Ово је била прва израелска операција у којој су беспилотне летелице, хеликоптери и борбени авиони били додељени копненим снагама без непосредног командовања од стране израелских ваздушних снага.Вздушна подршка одвијала се помоћу контролних тимова који су радили заједно са командантима борбрних бригада копнене војске стим што су команданти тих копнених јединица директно предузимали ваздушна дејства. За време трајања сукоба високог интензитета изнад Газе се у сваком тенутку налазило барем 10 беспилотних летелица. Ваздушни надзор обезбеђивали су беспилотне летелице Херон и Хермес као и јуришни хеликоптери Апач. Уз координацију између Ваздухопловства и копнених трупа, Израел копнене снаге биле у стању да искористи сарадњу са Агенцијом за безбедност Израела тако што су оперативци из најистуренијих јединица били придодати. Овај високи степен координације омогућио је виши ниво тактичке оријентације и могућност за напад на времески-критичне циљеве.
У земље које користе Херон спадају између осталих и Сингапур, Индија и Турска.Француска користи прерађену верзију Херона под називом Орао или Харфанг.Године 2008. Канада је објавила своју намеру о изнајмљивању Херона за потребе својих дејстава у Авганистану, са почетком 2009. године. Од средине 2009. године Аустралија је изнајмила два Херона као дела вишемилина вредног уговора, о набавци возила за дејства у Авганистану. Почетком јула 2013. године, Херон је остварио борбене летове у трајању од 15.000 сати изнад Авганистана. Аустралија је резервисала летелице Херон за потребе свог учешћа у борбеној Операцији Спавач у Авганистану услед тога што је летелица до 30. новембра 2014. године остварила 27 000 сати лета над Авганистаном.

## Верзије летелице Херон
- Турска војска користи посебну верзију Херон, која је има турски дизајн и електро-оптичке подсистеме.Примера ради, турски Херон користи АСЕЛФЛИР-300Т ваздухопловни терминал и посебно дизајниран систем нишањења који је произвео АСЕЛСАН из Турске. Турски модели Херон летелица такође имају јаче моторе како би се повећала носивост тако што је направљена тежа верзија АСЕЛФЛИР-300Т.Слични инфра ред систем користи јуришни хеликоптер T129 ATAK[11] као и беспилотна летелица ТАИ Анка. Особље израелске авио индустрије тврди да је турска верзија Херон која је побољшана, боља од свих постојећих Херон верзија у целом свету.[тражи се извор]Турска Ареро Космичка Индустрија (ТАКИ) бави се пружањем услуга и одржавањем Херон летелица.[12]
- ЕАДС Харф- је вајијанта коју поседује француска.

## Корисници
Азербејџан:
- Азербејџанске ваздушен снаге- 5[13]

 Аустралија:
- Краљевско ратно ваздухопловство- 4[14]

 Бразил:
- Бразилска федрална полиција- 15[15][16]

 Канада:
- Краљевско ратно ваздухопловство Канаде: од ранијих 3;[17] још два су у употреби, а остатак је искључен из употребе 2011. године.

 Еквадор:
- Еквадорска морнарица - 2[18]

 Немачка:
- Немачко ваздухопловство: три плус две земаљске станице током прве године пробне употребе током 2010. Године.[19][20]

 Индија:
- Индијско Ваздухопловство - 50[21][22]
- Индијска Морнарица[23]

 Израел:
- Израелске одбрамбене снаге - непознато[24]

 Мароко:
- Краљевско ваздухопловство Марока - 3[25]

 Сингапур:
- Ваздушне снаге Сигапура - 2[26][27]

 Јужна Кореја:
- Јужно корејска војска – 3 поручена[28]

 Турска:
- Турско ваздухопловство - 10

 Мексико:
- Федерална полиција - 3

 САД:
- Морнарица САД - 2[29]

## Карактеристике

### Генералне карактеристике
- Посада: два оператера на земљи
- Дужина: 8.5 m
- Распон крила: 16.60 m
- Висина:
- Макс. Тежина при полерању : 1,150 kg
- Погонски мотор: 1 × Ротакс 914, 86 kW (115 ks)

### Могућности
- Максимална брзина: 207 km/h
- Домет: 350 km
- Плафон лета: 10,000 m
- Брзина пењања: 150 m/min
- Маса крила: 89 kg/m²
- Трајање лета: до 52 сата[тражи се извор]
- Носивост: до 250 kg терета